# Nana Mouskouri
Nana Mouskouri (Grieks: Νάνα Μούσχουρη) (Chania, 13 oktober 1934) is een Griekse zangeres en politica.

## Levensloop

### Jeugd
Mouskouri werd geboren als Ioanna Mouskouri (Grieks: Ιωάννα Μούσχουρη) in Chania op het eiland Kreta, waar in een en dezelfde bioscoop haar vader als filmoperateur en haar moeder als ouvreuse werkte. Tijdens de invasie van Griekenland door nazi-Duitsland vanaf 1941 zou haar vader deel uitmaken van het verzet. Het gezin verhuisde naar Athene toen Mouskouri drie was. Daar werden Mouskouri en haar oudere zus naar het conservatorium gestuurd, hetzelfde conservatorium waar onder meer (in 1938) Maria Callas les kreeg. Nana Mouskouri studeerde er vanaf 1950 acht jaar klassieke muziek.

### Muzikale carrière
Gegrepen door de jazz, met als lichtende voorbeelden onder anderen Ella Fitzgerald en Billie Holiday, begon Mouskouri aan het eind van haar studie ook in nachtclubs te zingen. In de lente van 1957 nam ze haar eerste liedje op, Fascination, dat zowel in het Engels als Grieks verscheen. Meer bekendheid kreeg ze echter pas toen ze in 1959 de eerste prijs won op het Grieks Songfestival, dat in dat jaar voor het eerst werd gehouden en van 1962 tot 2008 bekendstond als het Thessaloniki-songfestival. Het winnende lied was voor haar geschreven door de Griekse componist Manos Hadzidakis, die ze in 1958 had leren kennen. Een jaar later, in 1960, won ze op hetzelfde festival opnieuw de eerste prijs, wederom met muziek van zijn hand, en in 1961 werd ze tweede. Bovendien wist Mouskouri in 1960 de eerste prijs te behalen op een songfestival dat dat jaar in Barcelona werd gehouden.
Mouskouri's zangcarrière verliep vanaf dat moment voorspoedig. In 1961 verzorgde ze de soundtrack van een Duitse documentaire over Griekenland, wat uitmondde in de Duitstalige single Weiße Rosen aus Athen, waarvan in Duitsland ruim een miljoen exemplaren werden verkocht. Het liedje zou later in verschillende talen vertaald worden. In 1963 ging Mouskouri in Parijs wonen en vertegenwoordigde ze Luxemburg op het Eurovisiesongfestival, waar ze achtste werd met À force de prier. In 1964 en 1967 won Mouskouri een Grand Prix du Disque (Frankrijks belangrijkste prijs voor plaatopnamen) voor achtereenvolgens de albums Mes plus belles chansons grecques en Le cœur trop tendre. In Frankrijk leerde ze ook componist-arrangeur en dirigent Michel Legrand kennen, die twee liedjes voor haar schreef die daar een hit werden: Les Parapluies de Cherbourg (1964) en L'Enfant au Tambour (1965), een arrangement van The Little Drummer Boy. In hetzelfde jaar dat haar succesvolle Franstalige album Le Jour où la Colombe verscheen (1967), trad Mouskouri ook voor het eerst op in de oudste concertzaal van Parijs, het Olympia.
Haar Engelstalige grammofoonplaten leidden onder meer tot een tournee in 1966 met de Amerikaanse zanger Harry Belafonte, die haar muziek had gehoord. Van het duo verscheen dat jaar bij RCA het album An Evening With Belafonte/Mouskouri. Haar elpee Over & Over uit 1969 stond 97 weken (bijna twee jaar) in de Britse hitlijsten en ook haar andere Engelstalige albums verkochten begin jaren zeventig in het Verenigd Koninkrijk en Ierland heel goed. Concerttournees brachten Mouskouri in het Verenigd Koninkrijk, Ierland, Nieuw-Zeeland, Australië en Japan. In Nederland zong ze op het slotconcert van de nationale inzamelingsactie Geven voor Leven. In diezelfde periode presenteerde ze bovendien televisieprogramma's, zoals de serie Presenting Nana Mouskouri voor de BBC (tot 1976), maar ook in Frankrijk en West-Duitsland. In 1977 bracht ze het nummer Guten Morgen, Sonnenschein uit dat de hitlijst in Duitsland behaalde.
Meer platen volgden in de jaren tachtig, waarbij ook de Spaanstalige markt werd aangeboord. Zo verscheen in 1986 in Spanje de hitsingle Con toda el alma (uitgebracht door Philips). Het latere album Nana Latina (1996) bevatte een duet met de Spanjaard Julio Iglesias en één met de Argentijnse zangeres Mercedes Sosa.
Mouskouri's repertoire omvat muziek in vele talen, waaronder naast Grieks, Engels, Duits, Frans en Spaans ook Italiaans, Portugees, Welsh, Hebreeuws, Chinees en Nederlands.
In 2006, na ontelbare plaatopnamen en duizenden optredens, kondigde ze aan ermee te willen stoppen. Haar afscheidstournee voerde door Europa, Australië, Nieuw-Zeeland, Azië, Zuid-Amerika, de Verenigde Staten en Canada. Op 23 en 24 juli 2008 gaf ze twee afscheidsconcerten in het eeuwenoude, volgepakte Odeion in Athene in aanwezigheid van de Griekse minister-president en de burgemeester van de stad, alsmede de burgemeesters van Berlijn, Parijs en Luxemburg. Desondanks verschenen in 2011 twee nieuwe cd's en treedt Mouskouri bij bijzondere gelegenheden nog wel op. Zo gaf ze eind 2011 een eenmalig concert in Berlijn ter gelegenheid van het 50-jarig jubileum van de hitsingle Weiße Rosen aus Athen. Ter gelegenheid van haar naderende tachtigste verjaardag begon in 2013 een wereldtournee van een jaar.
In oktober 2024 kondigde de bijna 90-jarige Mouskouri in het Duitse weekblad Der Spiegel aan nog een paar keer op te treden, om daarna te stoppen met het geven van shows. Ter ere van haar aanstaande negenstigste verjaardag brengt Mouskouri een album met een aantal van haar grootste hits uit. De liedjes zijn opnieuw opgenomen met een orkest.

### UNICEF
In oktober 1993 werd Mouskouri benoemd tot goodwillambassadrice van het Kinderfonds van de Verenigde Naties (UNICEF) als opvolgster van actrice Audrey Hepburn, die begin dat jaar was overleden. Onder meer Mouskouri's goede beheersing van vele talen – Duits, Engels, Frans, Grieks, Italiaans en Spaans – maakte haar tot een geschikte kandidaat voor de vacature. In haar nieuwe functie bracht ze een bezoek aan vele landen, eerst aan Mexico (1994), Chili (1995) en Vietnam (1996) en later onder meer aan het enkele jaren daarvoor door een burgeroorlog geteisterde Bosnië-Herzegovina, waar ze een school bezocht. Om geld in te zamelen gaf ze in verscheidene landen liefdadigheidsconcerten en in februari 1997 zong ze samen met Harry Belafonte op een UNICEF-galaconcert in Chicago.

### Politieke carrière
In 1994, een jaar na haar benoeming bij UNICEF, werd Mouskouri lid van het Europees Parlement in Straatsburg als afgevaardigde van de christendemocratische en gematigd conservatieve Griekse partij Nea Dimokratia (Nieuwe Democratie), die deel uitmaakte van de centrumrechtse Fractie van de Europese Volkspartij. De Griekse partij rechtvaardigde haar kandidaatstelling met het argument dat Griekenland personen met een internationale reputatie nodig had om de nationale standpunten in Europa toe te lichten, ook al had Mouskouri voordien weinig politieke belangstelling getoond en moest zij in een interview toegeven weinig af te weten van de Macedonische kwestie, die in haar land nog steeds gevoelig lag. Haar lidmaatschap kwam haar dan ook op kritiek te staan. In het Europarlement was ze lid van de commissies voor de rechten van de vrouw en ontwikkelingssamenwerking en had ze onder meer culturele zaken in haar portefeuille. Na vijf jaar zag ze af van een tweede ambtstermijn en in 1999 verliet ze de politiek, mogelijk omdat het dagelijks werk als politicus haar te zwaar werd of omdat volgens haar alles in het Europees Parlement om partij- en machtspolitiek draaide. In 2010, toen haar geboorteland in een grote financiële crisis verkeerde, schonk ze "uit plichtsgevoel tegenover haar vaderland" haar Europees pensioen (ze ontving jaarlijks 25.000 euro) aan de Griekse staat.

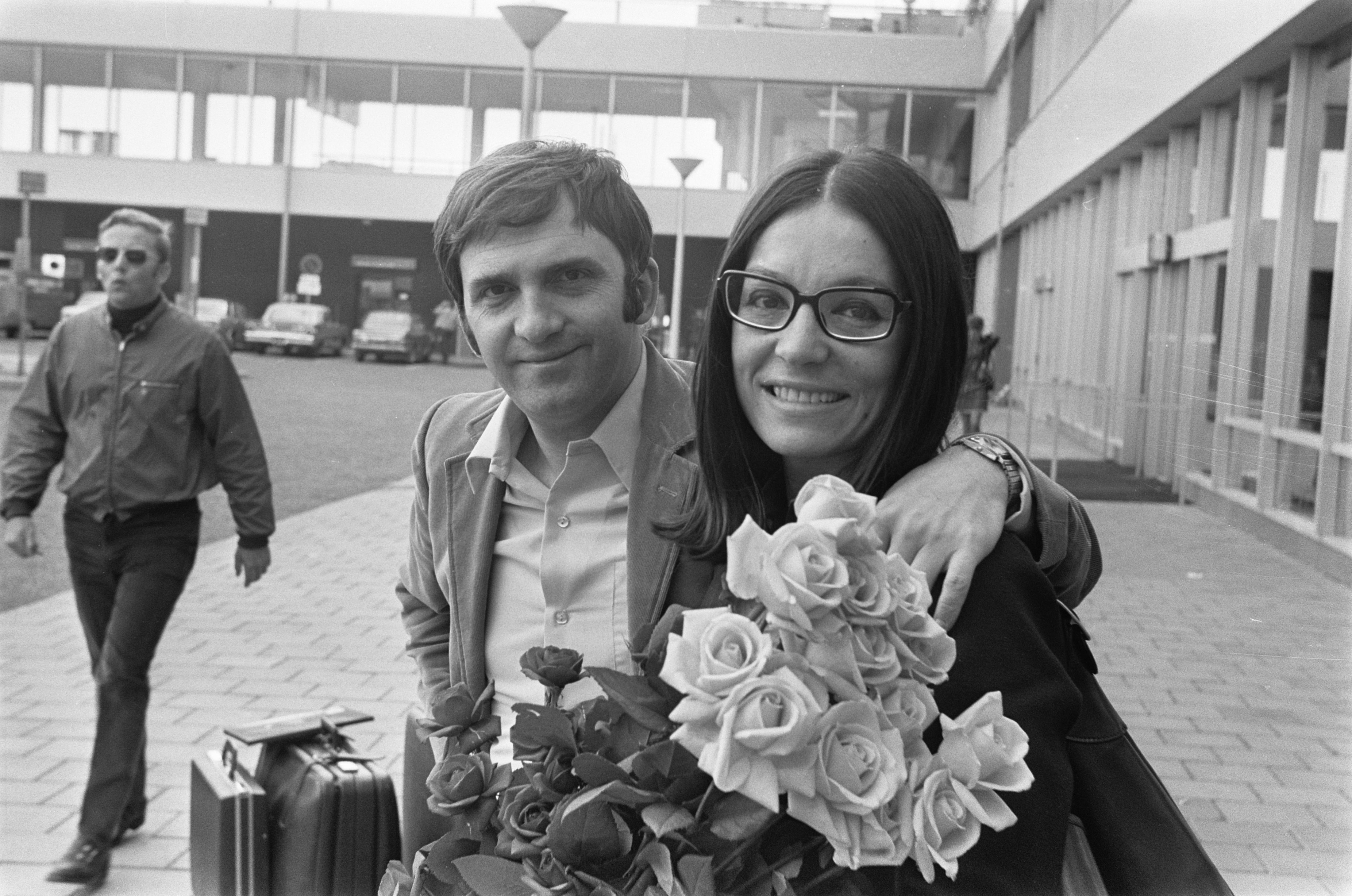
Nana Mouskouri met haar eerste echtgenoot George Petsilas op Schiphol in 1969

### Persoonlijk leven
Mouskouri trad tweemaal in het huwelijk. In 1961 trouwde ze met George Petsilas, de leider en gitarist van een populair Grieks trio dat jarenlang haar begeleidingsorkest zou zijn. Het paar, dat een zoon (1968) en een dochter (1970) had, scheidde toen Mouskouri 39 was. In 2003 hertrouwde ze met André Chapelle, die haar geluidstechnicus was geweest toen de twee elkaar niet lang na haar scheiding hadden leren kennen. Het echtpaar woont afwisselend in Genève en Parijs.
In 2007 verschenen haar memoires, getiteld Memoirs in het Engels en La fille de la chauve-souris: mémoires in het Frans.

## Discografie

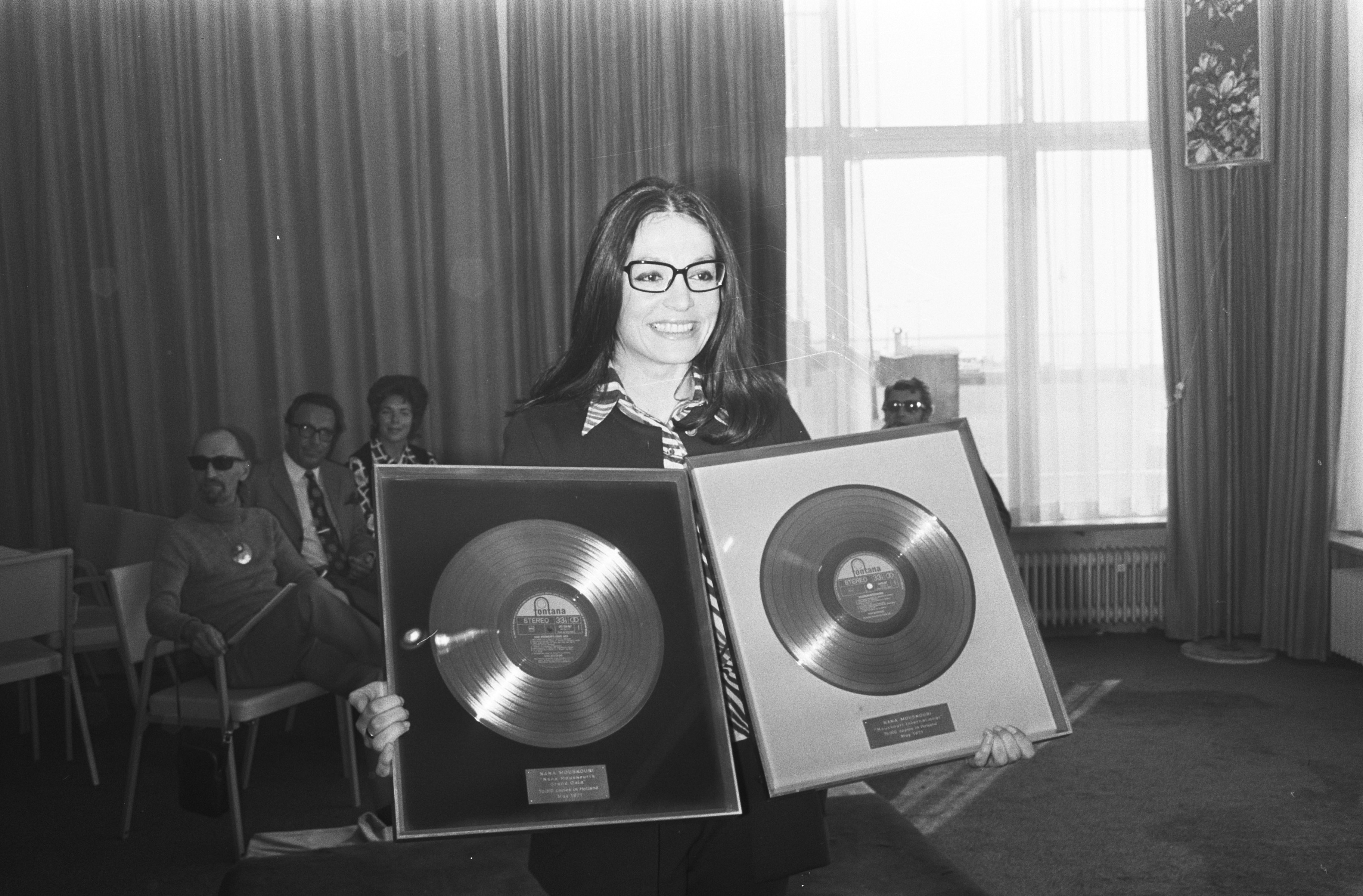
Nana Mouskouri ontvangt in het Kurhaus in Scheveningen een gouden en een platina plaat (1971)

### Albums
- 1961 - Η Νανά Μούσχουρη Τραγουδά Χατζιδάκι ('Nana Mouskouri zingt Hadzidakis')
- 1962 - The girl from Greece sings
- 1962 - What now my love
- 1963 - My favourite Greek songs
- 1963 - Nana Mouskouri sings Greek songs
- 1965 - An evening with Belafonte/Mouskouri (met Harry Belafonte)
- 1965 - Griechische Gitarren mit Nana Mouskouri
- 1965 - Nana
- 1965 - Nana Mouskouri (mono- en stereoversie)
- 1965 - Quatre soleils
- 1966 - Un Canadien errant
- 1966 - Le coeur trop tendre
- 1967 - Le jour où la colombe...
- 1967 - Songs of my country
- 1967 - White rose of Athens
- 1967 - Weisse Rosen aus Athen
- 1967 - Nana Mouskouri à l'Olympia
- 1968 - Nana
- 1968 - L'enfant au tambour
- 1969 - The exquisite Nana Mouskouri
- 1969 - Over & over
- 1969 - Dans le soleil et le vent
- 1969 - Mouskouri international
- 1970 - Récital 70
- 1970 - Le tournesol
- 1970 - Turn on the sun
- 1971 - Η Νανά Μούσχουρη Τραγουδά Χατζιδάκι Νο 2 ('Nana Mouskouri zingt Hadzidakis Νο 2')
- 1971 - Comme un soleil
- 1971 - A place in my heart
- 1971 - Επιτάφιος ('Grafschrift')
- 1971 - Nana Mouskouri chante la Grèce
- 1972 - British concert
- 1972 - Christmas with Nana Mouskouri
- 1972 - Une voix qui vient du cœur
- 1972 - Pour les enfants
- 1972 - Σπίτι Μου Σπιτάκι Μου (titel binnenwerk: Home, my little home)
- 1972 - Χριστούγεννα Με Την Νάνα Μούσχουρη ('Kerstmis met Nana Mouskouri')
- 1973 - Vieilles chansons de France
- 1973 - An American album
- 1974 - Que je sois un ange...
- 1974 - Nana's book of songs
- 1974 - The magic of Nana Mouskouri
- 1974 - Χριστουγεννιάτικα Τραγούδια ('Kerstliederen', met Demis Roussos, Vicky Leandros e.a.)
- 1974 - Au Théâtre des Champs-Élysées
- 1975 - Träume sind Sterne
- 1975 - Nana Mouskouri at the Albert Hall
- 1975 - Toi qui t'en vas
- 1975 - '76
- 1976 - Nana Mouskouri singt die schönsten deutschen Weihnachtslieder
- 1976 - Songs of the British Isles
- 1976 - Love goes on
- 1976 - An evening with Nana Mouskouri
- 1976 - Quand tu chantes
- 1976 - Die Welt ist voll Licht
- 1977 - Glück ist wie ein Schmetterling
- 1977 - Alléluia
- 1977 - Welterfolge
- 1978 - Lieder, die die Liebe schreibt
- 1979 - Roses & sunshine
- 1979 - Nana Mouskouri à Paris
- 1979 - Vivre au soleil
- 1979 - Kinderlieder
- 1979 - Sing dein Lied
- 1980 - Vivre avec toi
- 1980 - Wenn ich träum'...
- 1980 - Come with me
- 1981 - Je chante avec toi liberté
- 1982 - Ballades
- 1982 - Song for liberty
- 1982 - D'ici et d'ailleurs
- 1982 - Ein Leben zu zweit
- 1983 - Quand on revient
- 1983 - Farben
- 1983 - When I dream
- 1984 - La dame de cœur
- 1984 - Athina
- 1984 - Ωδείο Ηρώδου Αττικού ('Odeion van Herodes Atticus')
- 1984 - Vergiß die Freude nicht
- 1985 - Alone
- 1985 - Η Ενδεκάτη Εντολή ('Het elfde gebod')
- 1985 - Ma vérité
- 1986 - Liberdade
- 1986 - Kleine Wahrheiten
- 1986 - Why worry
- 1986 - Con toda el alma
- 1987 - Love me tender
- 1987 - Du und ich
- 1987 - Tierra viva
- 1987 - Nana
- 1988 - Οι Μύθοι Μιας Γυναίκας ('De mythen van een vrouw')
- 1988 - A voice from the heart
- 1988 - Classique
- 1989 - Concierto en Aranjuez
- 1990 - Gospel
- 1990 - Ταξιδιώτης ('Reiziger')
- 1991 - Nuestras canciones
- 1991 - Am Ziel meiner Reise
- 1992 - Nana in Holland
- 1992 - Côté sud, côté cœur
- 1992 - Blumen der Liebe
- 1993 - Falling in love again
- 1994 - Αγάπη Είναι Ζωή ('Liefde is het leven')
- 1994 - Η Νάνα Μούσχουρη Τραγουδά Χατζιδάκι ('Nana Mouskouri zingt Hadzidakis')
- 1994 - Dix mille ans encore
- 1995 - Nur ein Lied
- 1997 - Αθήνα - Θεσσαλονίκη ('Athene - Thessaloniki')
- 1997 - Hommages
- 1999 - Nana
- 2000 - The Christmas album
- 2003 - Nana swings
- 2004 - Nana Mouskouri à l'Olympia
- 2011 - Rendez-vous (met Alain Delon, Julio Iglesias e.v.a.)
- 2011 - Τραγούδια Από Τα Ελληνικά Νησιά ('Liedjes van de Griekse eilanden')
- 2014 - Happy Birthday Tour
- 2018 - Forever yong
- 2019 - Chants carés
- 2021 - Every Grain of Sand
- 2024 - 90e Anniversaire

### Singles
| Single met eventuele hitnotering(en) in de Nederlandse Top 40 | Datum van verschijnen | Datum van binnenkomst | Hoogste positie | Aantal weken | Opmerkingen |
| ------------------------------------------------------------- | --------------------- | --------------------- | --------------- | ------------ | ----------- |
| Mon Enfantl                                                   | 1969                  | 20 december 1969      | 22              | 5            |             |
| Le Tournesol                                                  | 1971                  | 29 mei 1971           | 35              | 4            |             |
| The Three Bells (Les Trois Cloches)                           | 1974                  | 21 december 1974      | 5               | 7            |             |
| Träume Sind Sterne - Geven Voor Leven                         | 1975                  | 26 april 1975         | 32              | 3            |             |
| Quand Tu Chantes                                              | 1977                  | 6 augustus 1977       | 18              | 4            |             |
| Only Love                                                     | 1985                  | 12 oktober 1985       | 1 (2wk)         | 11           |             |

### Duetten
(onvolledig overzicht)
- Met Caterina Valente - Ave Maria
- Met Charles Aznavour - Plaisir d'amour
- Met Cliff Richard - Believe In Music
- Met Dimitra Galani - Hartini To Fengaraki
- Met Dyango - Espérame En El Cielo
- Met Elsa - Il Faudra Leur Dire
- Met Francis Cabrel - Repondéz-Moi
- Met Francis Lelanne - Guantanamera
- Met Franco Corelli - Italian Aria
- Met Giorgos Dalaras - T'Asteri Tou Verearo
- Met Georges Brassens - Le Petit Cheval (Paul Fort cover)
- Met Harry Belafonte - Skin To Skin
- Met Herbert Léonard - Power Of Love
- Met Joan Baez - Plaisir D'Amour
- Met Joe Dassin - Guantanamera
- Met Julio Iglesias - Grand Grand
- Met Julio Iglesias - Se Que Volveras
- Met Julio Iglesias - Cuando pienso en ti
- Met Lara Fabian - La Vie l'Amour la Mort
- Met Lio - Les Brunes Comptent Pas Pour Des Prunes
- Met Michel Legrand - Et Si Demain
- Met Olivia Newton-John - Sing A Song
- Met Serge Lama - On Devient Un Émigrant
- Met Sheila - Just A Gigolo
- Met Stig Rossen - To Make You Feel My Love
- Met Thierry Le Luron - La Perichode
- Met Val Doonican - Open The Door
- Met Will Tura - Hemelsblauw
- Met Yves Duteil - Prendre un enfant

### Dvd's
| Dvd's met hitnoteringen in de DVD Top 30 | Datum van verschijnen' | Datum van binnenkomst | Hoogste positie | Aantal weken | Opmerkingen |
| ---------------------------------------- | ---------------------- | --------------------- | --------------- | ------------ | ----------- |
| Live at The Royal Albert Hall            | 2013                   | 19-01-2013            | 24              | 1            |             |

### NPO Radio 2 Top 2000
| Nummer met noteringen in de NPO Radio 2 Top 2000 | '99  | '00  | '01  |
| ------------------------------------------------ | ---- | ---- | ---- |
| Only Love                                        | 1633 | 1221 | 1696 |

1. ↑  Een vetgedrukt getal geeft de hoogste notering aan.
2. ↑  Deze tabel is bijgewerkt tot en met de laatste editie (2024).